# EHF European Cup (mænd)
 Ikke at forveksle med EHF European Cup (kvinder).
EHF European Cup for mænd (tidligere EHF Challenge Cup) er en årligt tilbagevendende håndboldturnering for herreklubhold. Turneringen har ikke deltagelse af klubber fra lande i top-6. Det er i sæsonen 2012/2013 følgende lande: Tyskland, Spanien, Frankrig, Rusland, Ungarn og Slovenien. Disse lande har til gengæld tre (Spanien og Tyskland) eller to (Frankrig, Rusland, Ungarn og Slovenien) hold med i Champions League. 
I Challenge cup'en starter man med et gruppespil, hvor de deltagende hold fordeles i et antal puljer med fire hold i hver, hvor der så er ét hold i hver pulje, der har hjemmebanefordel mod de øvrige modstandere. Kampene spilles fredag, lørdag og søndag i samme weekend. Nr. 1 og 2 i hver pulje går videre i turneringen. I indeværende sæson (2008/2009) bestod dette gruppespil af fire puljer med fire hold i hver hos herrerne og hos kvinderne var der kun én pulje med fire hold, men det kan variere fra sæson til sæson afhængigt af antallet af tilmeldte hold. Nogle hold indtræder dog først i runden efter gruppespillet. Efter gruppespillet er resten af turneringen ren knockout-turnering med ude- og hjemmekampe. Også i finalerne.
Skjern Håndbold har som det eneste danske herrehold vundet en europæisk turnering – nemlig Challenge Cup'en. Og det endda to gange i træk!
Turneringen skiftede i 2020-21 sæsonen navn til EHF European Cup, efter en større omrokering og turneringsændringer hos European Handball Federation.

## Resultater
| EHF Challenge Cup | EHF Challenge Cup    | EHF Challenge Cup     | EHF Challenge Cup | EHF Challenge Cup | EHF Challenge Cup | EHF Challenge Cup                                                                    |
| Sæson             | Vinder               | Finaledeltager        | Res.              | 1.kamp            | 2.kamp            | Dansk deltagelse                                                                     |
| ----------------- | -------------------- | --------------------- | ----------------- | ----------------- | ----------------- | ------------------------------------------------------------------------------------ |
| 2000-01           | RK Jugovic Kac       | Pfadi Winterthur      | 53–49             | 27-27             | 26-22             | –                                                                                    |
| 2001-02           | Skjern Håndbold      | RK Pelister Belota    | 54–44             | 20-27             | 34-17             | Skjern Håndbold (vinder), FIF (semifinale)                                           |
| 2002-03           | Skjern Håndbold      | Filippos Verias       | 62–55             | 27-30             | 35-25             | Skjern Håndbold (vinder), Aalborg HSH (1/8-finale), Team Tvis Holstebro (1/8-finale) |
| 2003-04           | IFK Skövde HK        | US Dunkerque HB       | 47–45             | 20-21             | 27-24             | FCK Håndbold (kvartfinale)                                                           |
| 2004-05           | Wacker Thun          | ABC Braga Andebol SAD | 55–53             | 29-24             | 26-29             | –                                                                                    |
| 2005-06           | Steaua Bucuresti     | Sporting Club Horta   | 55–53             | 21-26             | 34-27             | –                                                                                    |
| 2006-07           | CS UCM Resita        | Drammen HK            | 62–62             | 26-26             | 36-36             | –                                                                                    |
| 2007-08           | UCM Sport Resita     | Alpla HC Hard         | 54–47             | 28-29             | 26-18             | –                                                                                    |
| 2008-09           | UCM Sport Resita     | CSU Suceava           | 50–47             | 25-27             | 25-20             | –                                                                                    |
| 2009-10           | Sporting CP          | MMTS Kwidzyn          | 54–51             | 27-25             | 27-26             | –                                                                                    |
| 2010-11           | RK Cimos Koper       | SL Benfica            | 58–54             | 27-27             | 31-27             | –                                                                                    |
| 2011-12           | A.C. Diomidis Argous | Wacker Thun           | 46-45             | 26-23             | 20-22             | –                                                                                    |
| 2012-13           | SKA Minsk            | Handball Esch         | 63-50             | 32-24             | 31-26             | –                                                                                    |